# Gary Winick
Gary Winick, född 31 mars 1961 i New York i New York, död 27 februari 2011 i New York i New York, var en amerikansk filmregissör och filmproducent.

## Filmografi

### Regissör
- 2010 – Letters to Juliet
- 2009 – Bröllopsduellen
- 2006 – Charlotte's Web
- 2004 – 13 Going on 30
- 2002 – Tadpole
- 2000 – Sam the Man
- 1999 – The Tic Code
- 1996 – Sweet Nothing
- 1991 – Out of the Rain
- 1989 – Curfew